# Канзас-Сити (Канзас)
Ка́нза́с-Си́ти (англ. Kansas City) — город в США, на восточной границе штата Канзас, на берегу реки Миссури. Административный центр округа Уайандотт, третий по величине город агломерации Канзас-Сити. Население 156 607 человек (2020). Вместе с расположенным на другом берегу Миссури одноименным городом штата Миссури образует конурбацию Канзас-Сити. Для отличия от миссурийского Канзас-Сити — канзасский Канзас-Сити использует аббревиатуру KCK.

## История
«Старый Канзас-Сити» сформировался в 1868 году. Первые городские выборы были проведены 22 октября 1872 года, по приказу судьи Хирама Стивенса. В июне 1880 года губернатор Канзаса объявил Канзас-Сити городом второго класса. В марте 1886 года, в результате объединения «Старого Канзас-Сити» с близлежащими городами Армстронг, Эрморидейл, Ривервью и Уайандотт (Wyandotte), был сформирован «Новый Канзас-Сити».
Старейшим из пятёрки городов был Уайандотт, основанный в 1826 году индейским религиозным лидером Тенскватавой (братом знаменитого вождя Текумсе) как национальный очаг шауни. В 1832 году сюда переселились 687 индейцев-вайандотов из Огайо (самоназвания — Wyandot, Wenda). Тогда же объединённое поселение получило имя Уайандотт. В 1855 году местные индейцы стали гражданами США. Уайандотт пользовался городским статусом в 1857—1886 годах.

## Упоминания в искусстве
Местом действия манги и аниме Battle Angel является Канзас-Сити XXVI века, в котором расположен космический лифт.
Городу посвящена одноимённая песня-рок-н-ролл Джерри Либера и Майка Столлера. Песню исполняли многие исполнители, наиболее известные — «Битлз», альбом «Beatles for Sale», 1964 г.

## Население
- Белые: 52,2%
- Афроамериканцы: 26,8%
- Коренные американцы: 0,8%
- Азиаты: 2,7%
- Тихоокеанские Островитянине: 0,1%
- Другие расы: 13,6%
- Две или более: 3.8%
- Испаноязычные или латиноамериканцы (любой расы): 27,8%
- Неиспаноязычные светлокожие: 40,2%[2][3]

## Экономика
В городе расположен автозавод «GM», который изготовляет Chevrolet Malibu и Saturn Aura.
Данные Бюро Статистики Труда показывают, что занятость в округе Уайандотт, штат Канзас, увеличилась на 4% с марта 2011 года по март 2012 года. Резкий рост числа рабочих привёл к тому, что округ Уайандотт занял 19-е место в стране и 1-е место в столичном районе Канзас-Сити по росту рабочих мест по состоянию на 28 сентября 2012 года.
Канзас-Сити является домом для сборочного завода General Motors Fairfax, который производит Chevrolet Malibu, упоминавшийся выше, и Buick LaCrosse. Федеральное бюро тюрем имеет своё Северо-Центральное региональное отделение в городе. Кроме того, в городе базируются ассоциированные оптовые бакалейные лавки и Компания Стейков Канзас-Сити (Kansas City Steak Company). Крупнейшим работодателем является больница Университета Канзаса. Примыкающий медицинский центр Университета Канзаса, включая школы медицины, сестринского дела и смежного здравоохранения, также входит в число крупнейших работодателей города (с населением студентов около 3000 человек).

## Спорт
В городе располагается футбольный клуб «Спортинг Канзас-Сити» выступающий в MLS.